# K-8 (1971)
K-8 – polski okręt pomocniczy - poławiacz torped typu Kormoran, w służbie od roku 1971. Nieoficjalnie nazywany „Kormoran I”. Jego bliźniaczą jednostką był K-11.
W czerwcu 1975 roku okręt uczestniczył w ćwiczeniach o kryptonimie Posejdon-75. W dniach 4–26 maja 1983 roku K-8 wziął udział w wielkich ćwiczeniach sił Marynarki Wojennej o kryptonimie Reda-83. Poławiacz torped K-8 służy w siłach 3 Flotylli Okrętów w Grupie Jednostek Pływających Dywizjonu Okrętów Wsparcia. W 2017 roku podpisano umowę na remont okrętu, który trwał do 2020 roku.